# Шабаница
Шабаница (известен още и под името Старата гора) е поддържан резерват в България. Намира се в Родопите непосредствено до границата с Гърция и на около 25 км югоизточно от село Триград. Създаден е като „резерват – природен паметник“ със заповед на Управление горско стопанство към Министерски съвет от 30 декември 1956 г. През 1999 г. е прекатегоризиран на поддържан резерват с цел опазване на вековна гора от смърч и бук. Със заповед на министър Нона Караджова от 2013 г. площта му е намалена от 226 декара на 220,844 дка.

## География
Поддържан резерват Шабаница е разположен по планински склонове по течението на река Чаирска.Надморската му височина е между 1659 и 1883 м. Площта му е 22,08 хектара. До 2007 г. резерватът има и буферна зона, която е прекатегоризирана в защитена местност „Старата гора".

### Флора
В поддържан резерват Шабаница се опазва буково-смърчова гора на възраст над 200 години. Отделни смърчови екземпляри достигат възраст от над 350 години и височина от над 35 метра. Един тип природно местообитание, а именно ацидофилните гори от смърч от планинския до алпийския пояс, е включено в Директивата на ЕС за запазване на природните местообитания и на дивата флора и фауна.
В рамките на резервата се срещат общо 76 вида висши растения, от които с консервационно значение са шест. Това са мизийска камбанка, рехавоцветна камбанка, балканска паламида, махнат девисил, широколистна гъжба, родопско крайснежно звънче. Установени са и 40 вида лечебни растения, сред които папрати, горска пищялка, бреза, лечебна медуница, черна и червена боровинка, горска млечка, горска тинтява, здравец, звъника, лечебна иглика, горска ягода, малина, къпина и други.

### Фауна
Резерват Шабаница е известен с това, че на територията му се срещат благороден елен и глухар. Установени са общо 56 вида птици, 11 от които са включени в директивата за опазване на местообитанията на дивите птици на ЕС. По тази причина резерватът е включен в защитена зона Триград – Мурсалица по НАТУРА 2000. На територията му са наблюдавани голям и малък ястреб, мишелов, лещарка, гривяк, кукувица, кълвач, горска чучулига, кос и други.
Река Чаирска, която протича през резервата, е обитавана от балканска и дъгова пъстърва. Земноводните са представени от дъждовник и различни видове жаби, а влечугите от гущери и змии като усойница и медянка. Резерватът е обитаван от 49 вида бозайници, 17 от които са видове прилепи. Освен благороден елен се срещат и сърна и диво прасе. Установени са и следните хищни видове: вълк, лисица, дива котка, белка и златка.